# Les Planes d'Hostoles
Les Planes d'Hostoles est une commune espagnole de la province de Gérone, en Catalogne, en Espagne dans la comarque de Garrotxa.

## Géographie
Les Planes d'Hostoles est une commune des Pyrénées située dans le parc naturel de la zone volcanique de la Garrotxa.

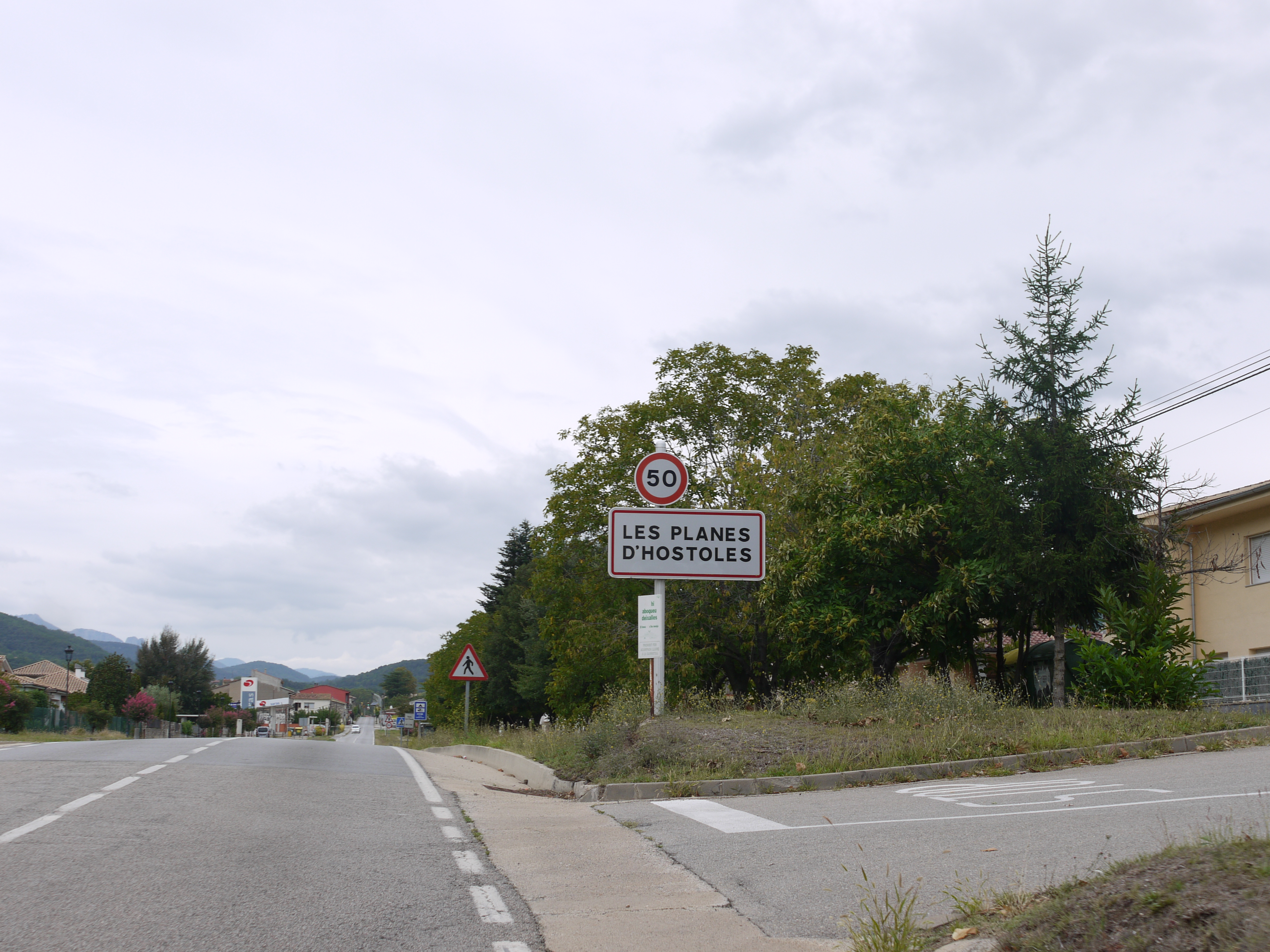
L'entrée sud de la commune.

## Culture locale et patrimoine

### Lieux et monuments
- Le château d'Hostoles, médiéval.

### Personnalités liées à la commune
- Francesc Arnau (1975-2021) , joueur de football, est né à Les Planes d'Hostoles[1];
- Carla Simón (1986-), cinéaste, y a passé son enfance[2].